# Hebepetalum
Hebepetalum é um género de plantas com flores pertencentes à família Linaceae.
A sua distribuição nativa é o sul da América Tropical.
Espécies:
- Hebepetalum humiriifolium (Planch.) Benth. & Hook.f. ex B.D.Jacks.
- Hebepetalum neblinae Jardim & P.E.Berry
- Hebepetalum roraimense Secco & Manni Silva